# Liste des cours d'eau du département des Vosges

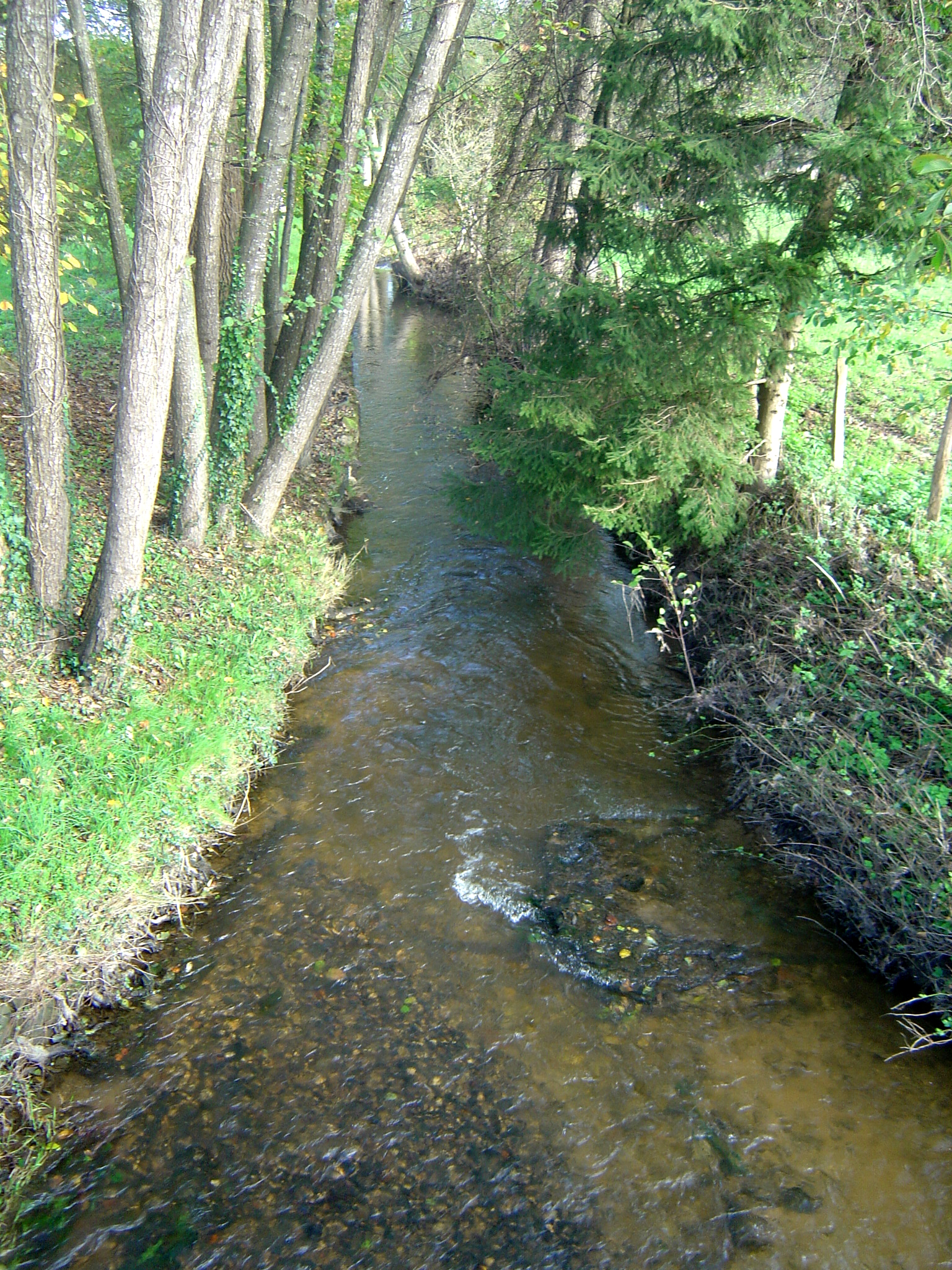
l'Arentèle à Pierrepont-sur-l'Arentèle.

Carte hydrographique des Vosges

Pour un article plus général, voir Géographie du département des Vosges.

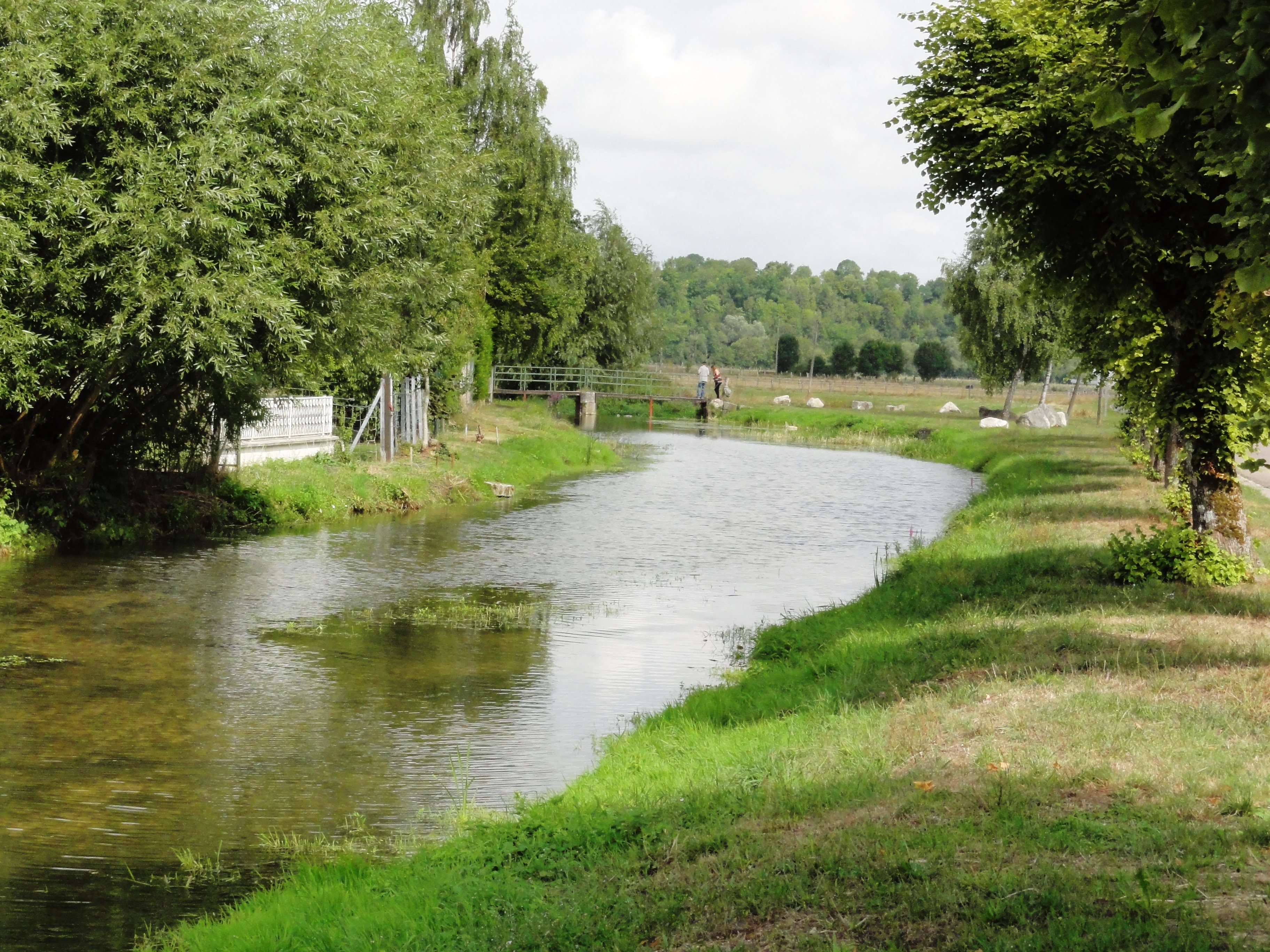
L'Aroffe à Rigny-la-Salle.

Liste des fleuves, rivières et autres cours d'eau qui parcourent en partie ou en totalité le département des Vosges. La liste présente les cours d'eau, généralement de plus de 10 km de longueur sauf exceptions, par ordre alphabétique, par fleuves et bassin versant, par station hydrologique, puis par organisme gestionnaire ou organisme de bassin.

## Classement par ordre

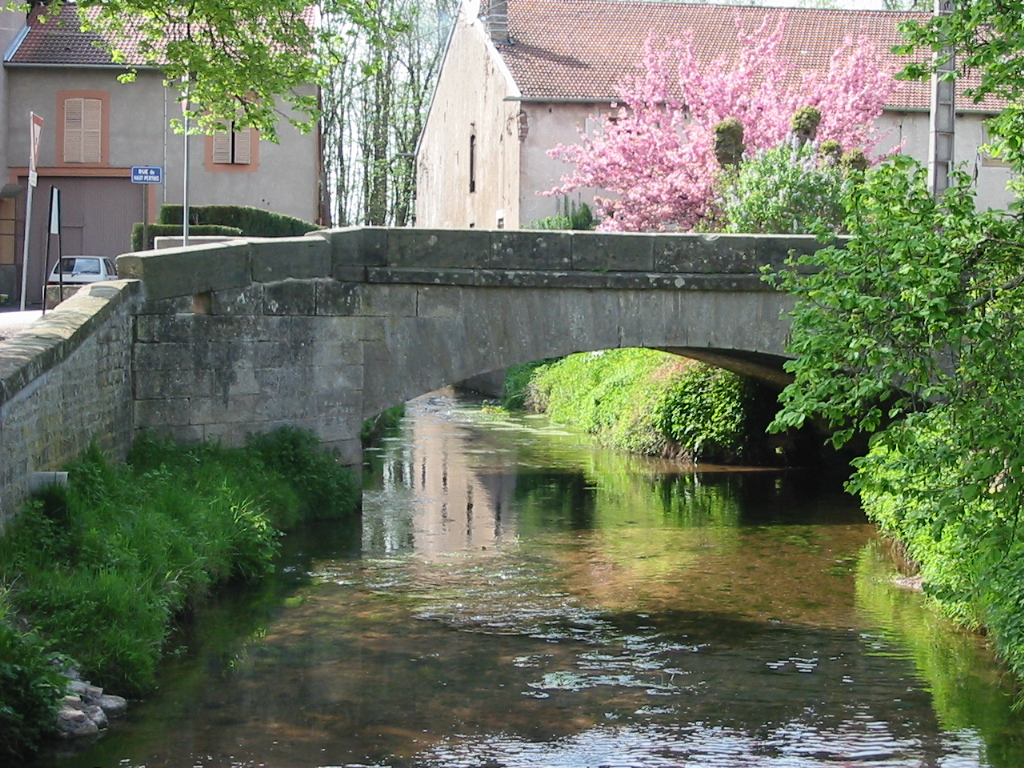
Pont sur la Belvitte à Ménil-sur-Belvitte.

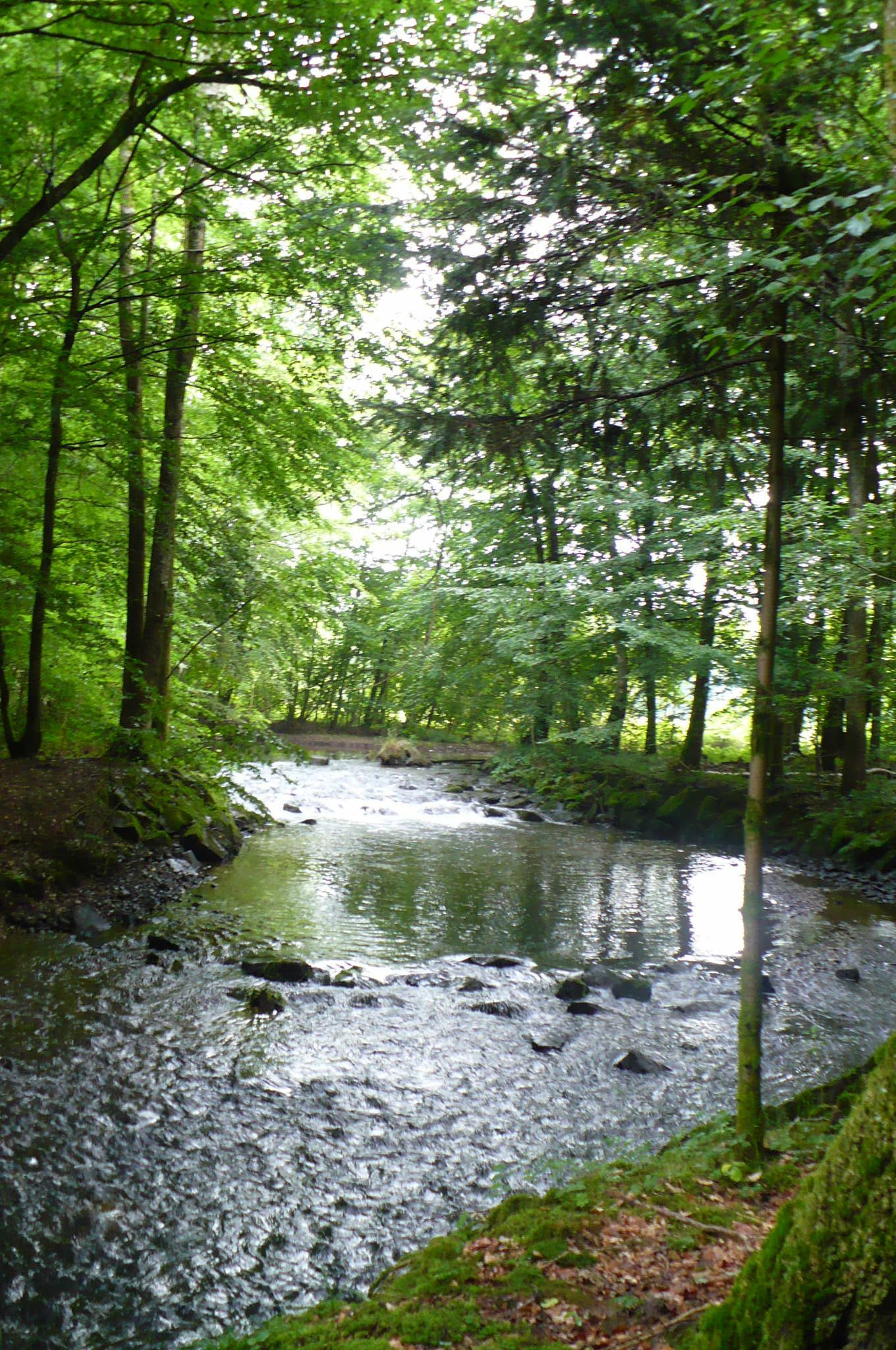
La Combeauté.

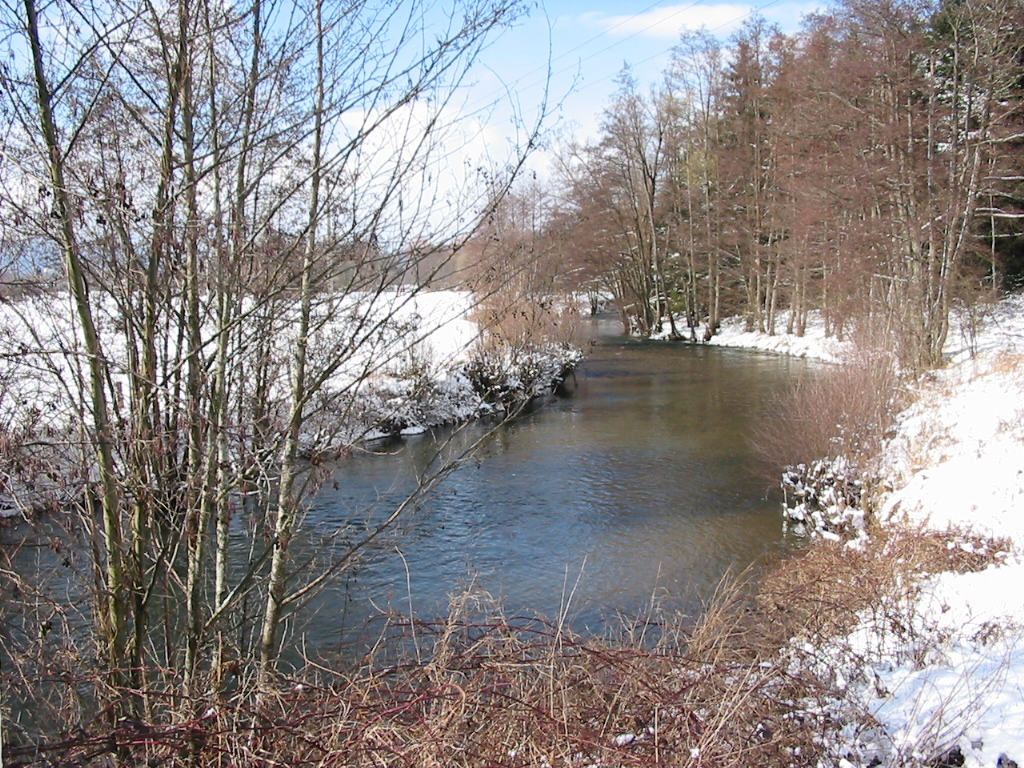
La Fave près de Sainte-Marguerite.

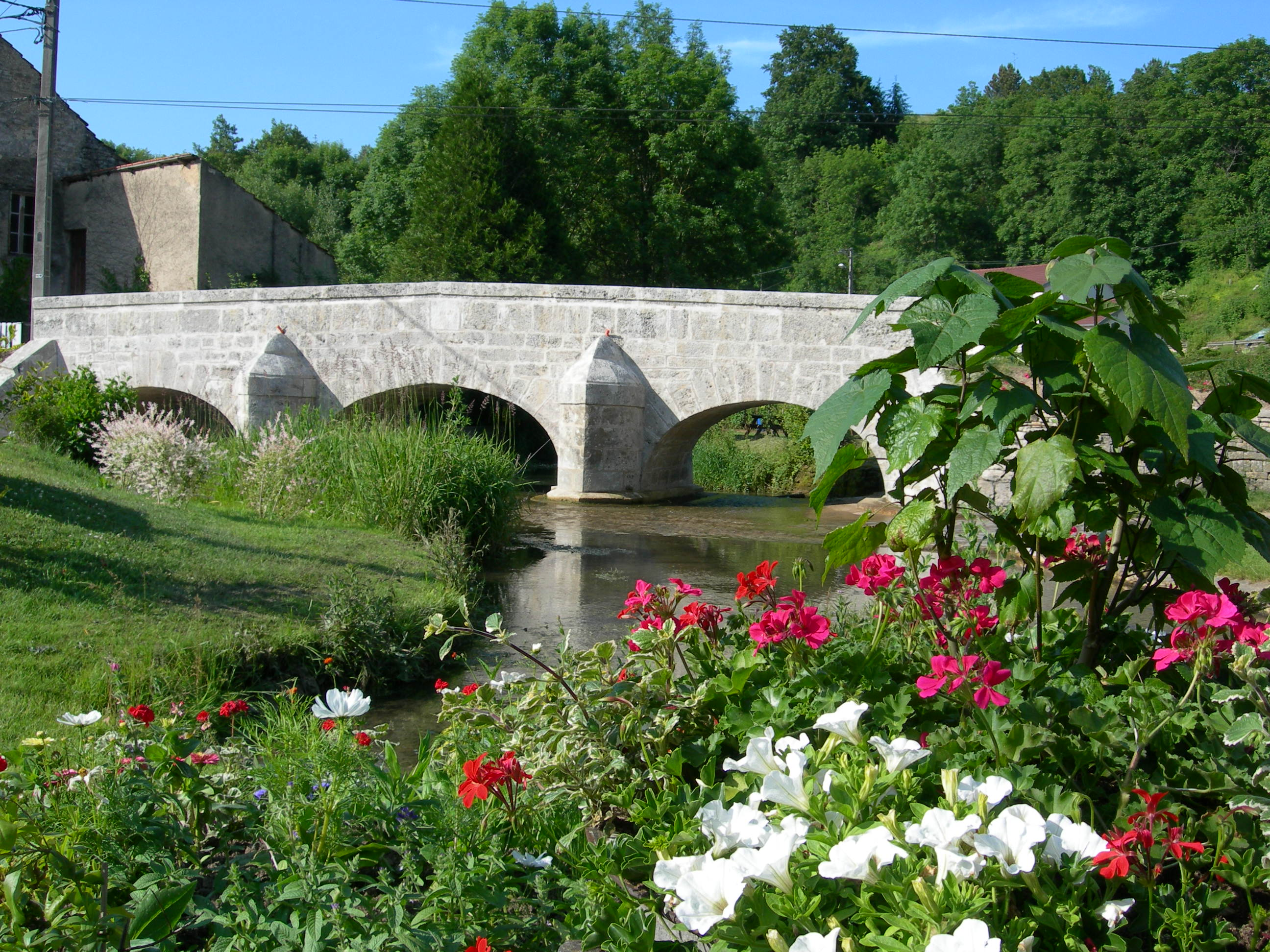
Pont de Rollainville sur la Frézelle.

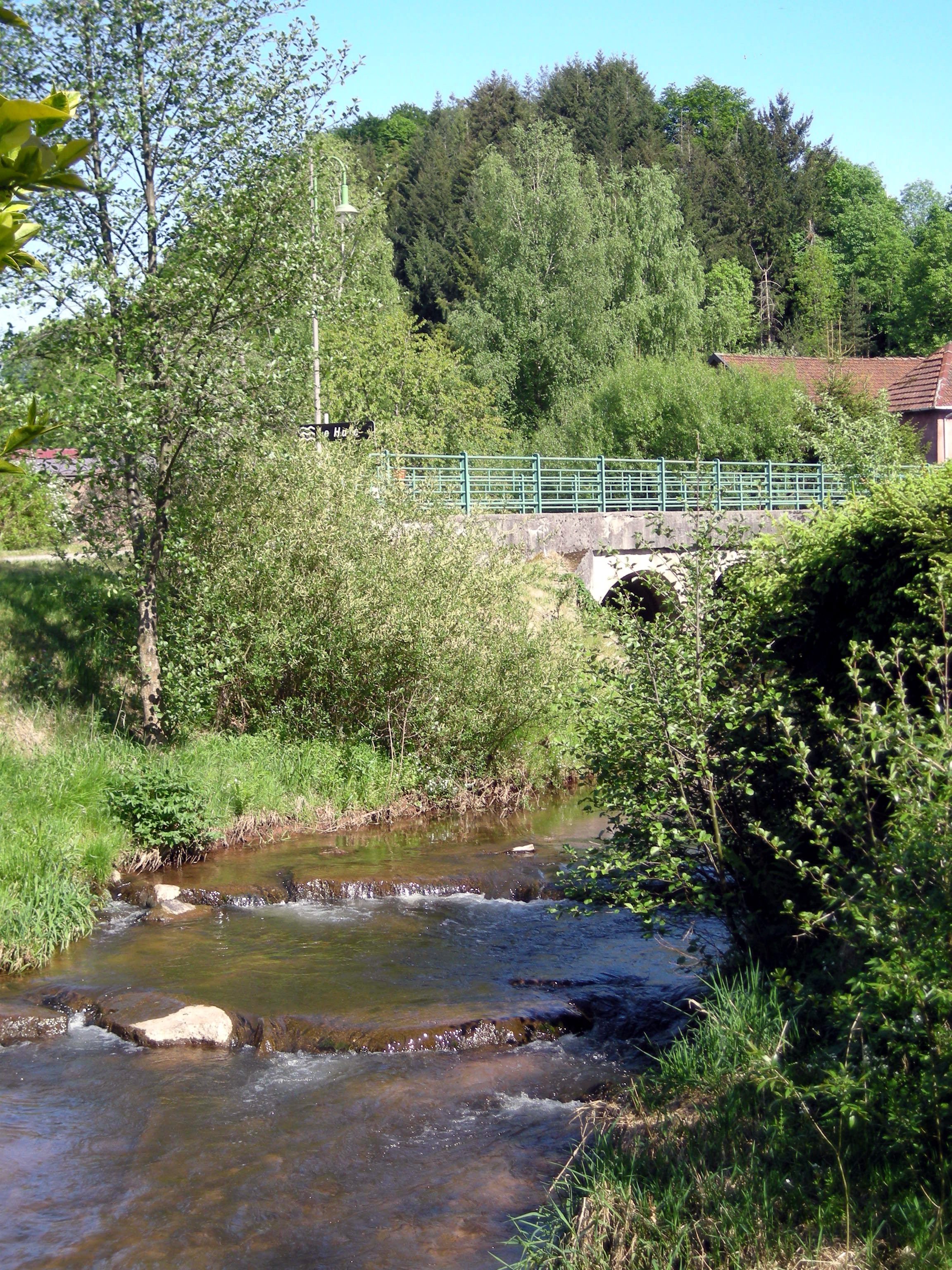
La Hure à Hurbache.

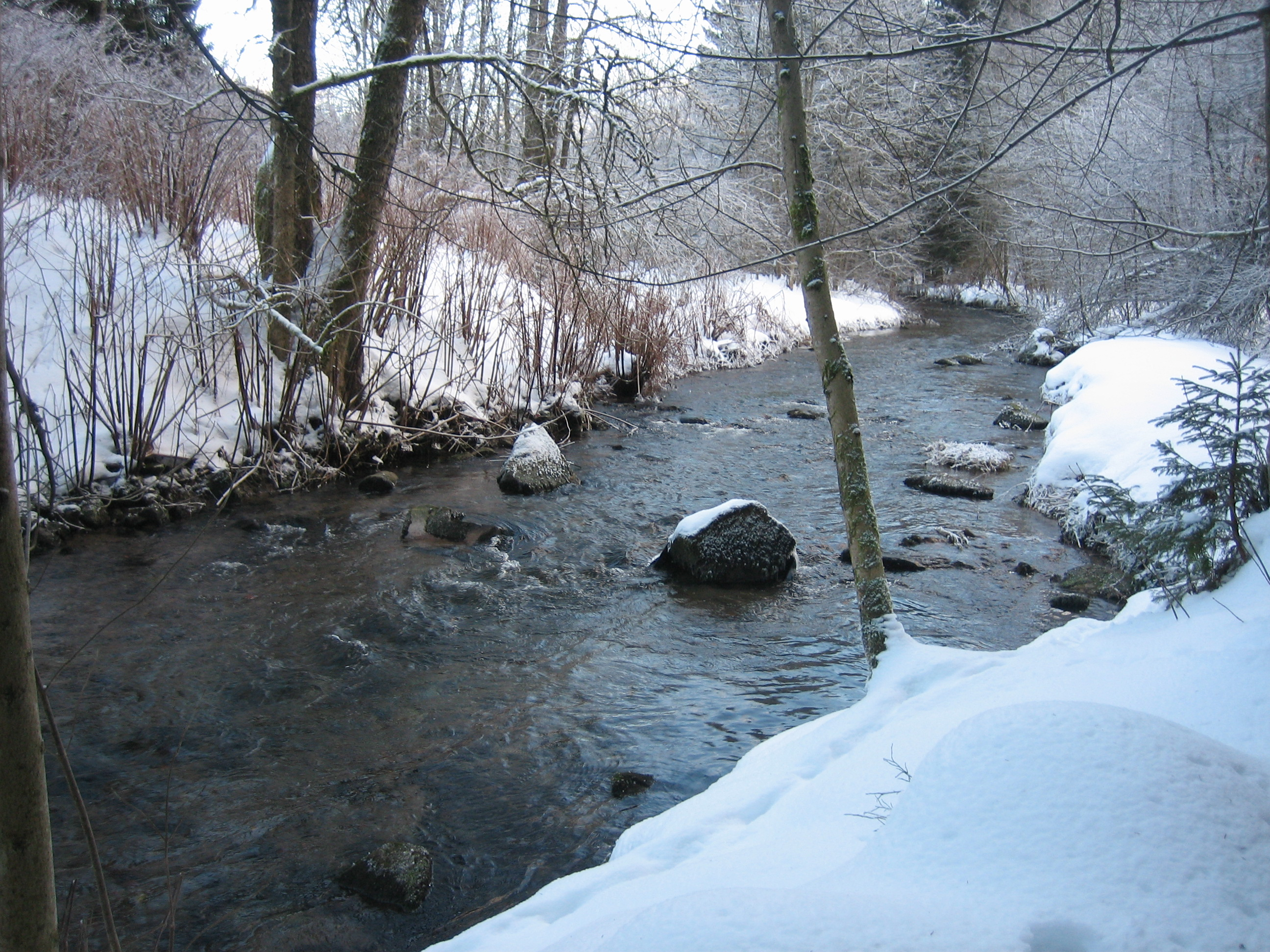
La Jamagne à Kichompré sur Gérardmer.

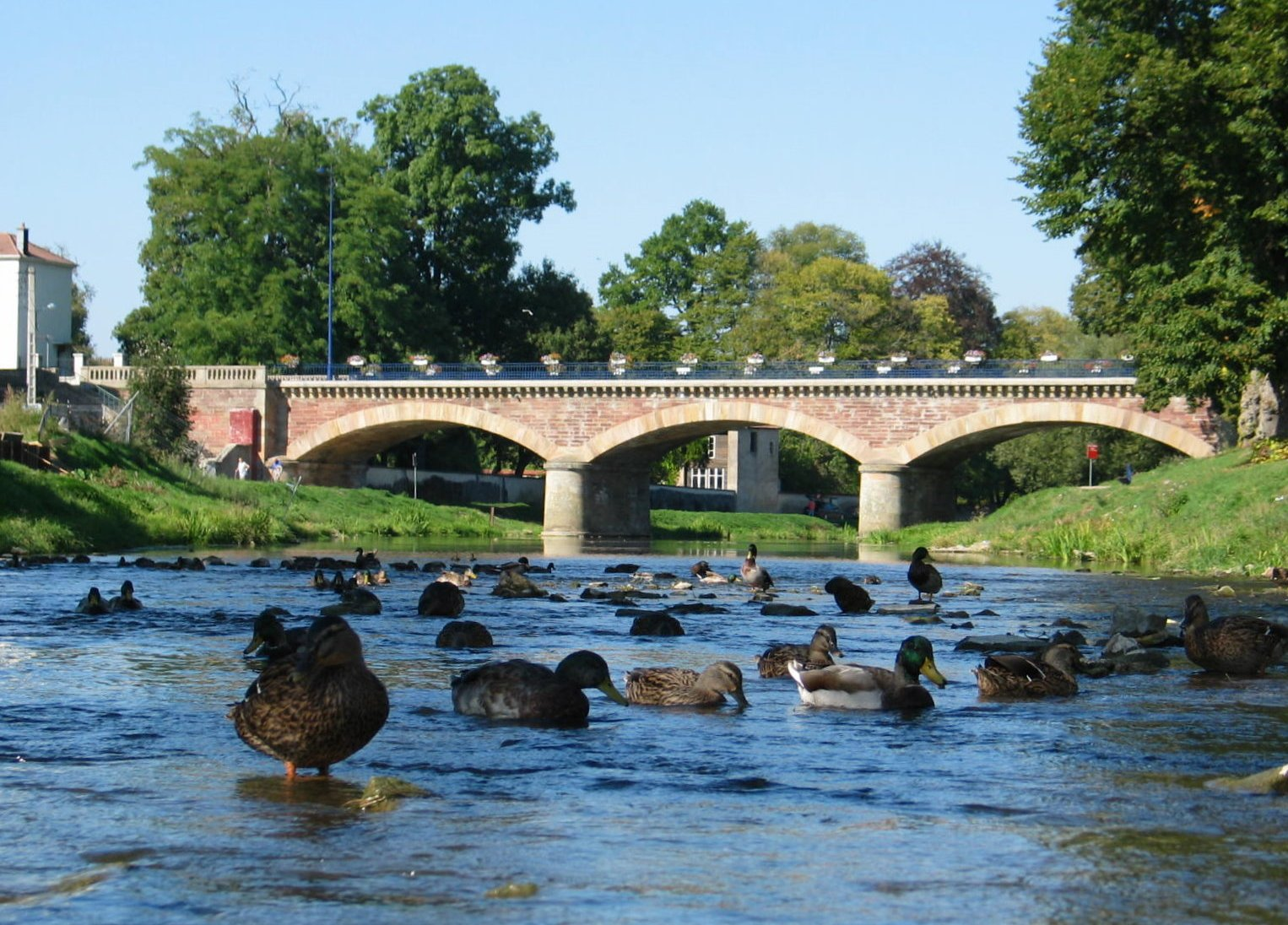
Le Madon à Mirecourt.

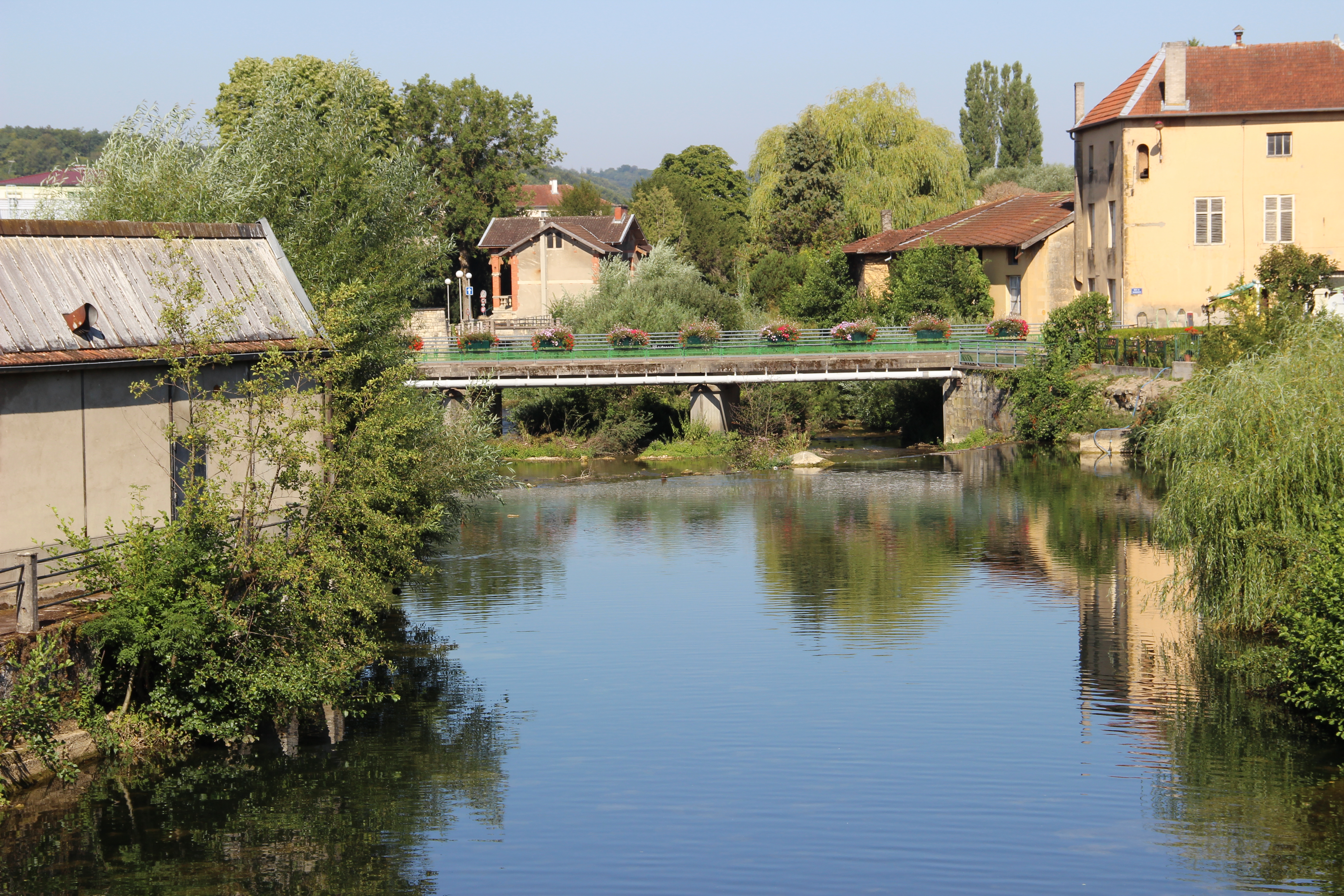
L'Ornain à Ligny-en-Barrois.

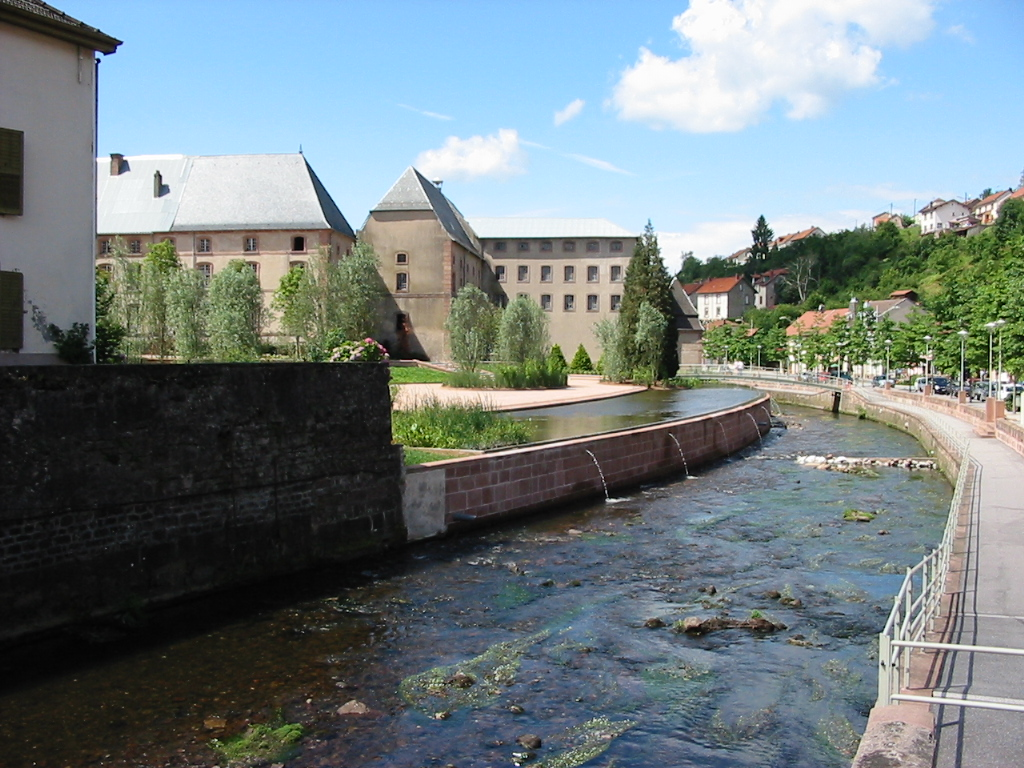
Le Rabodeau à Moyenmoutier.

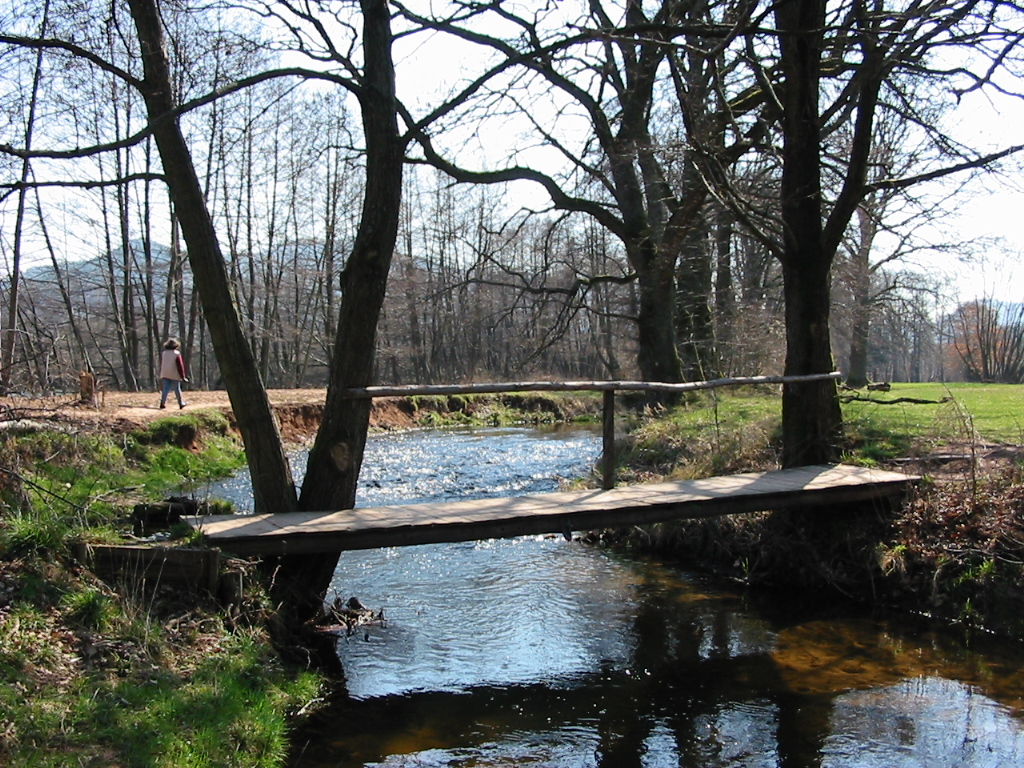
Petit pont sur le Taintroué, peu avant la confluence avec la Meurthe à Saint-Dié-des-Vosges.

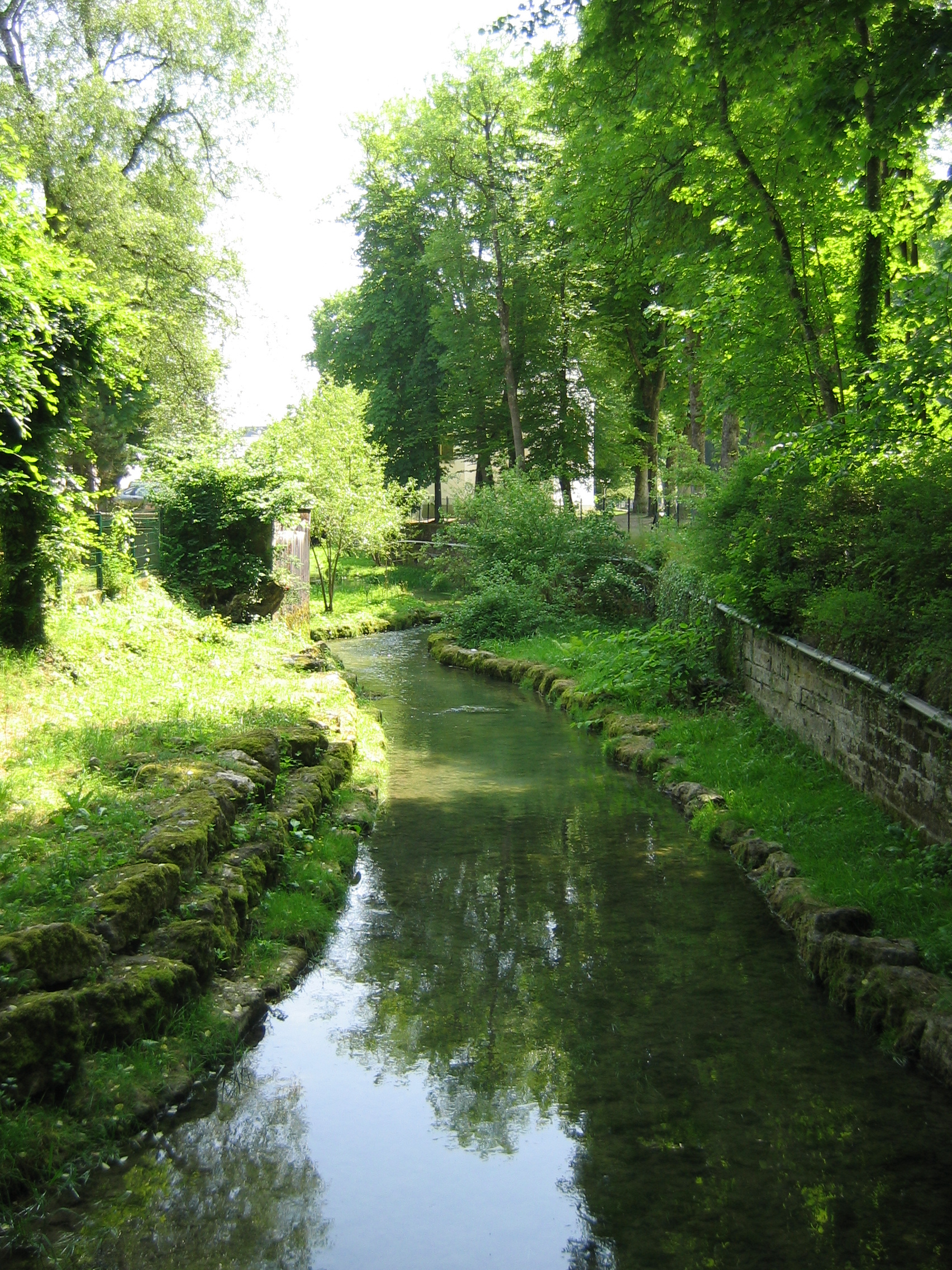
Le Vair à Contrexéville.

- Anger[S 1], Apance[S 2], Arentèle[S 3], Aroffe[S 4], Augronne[S 5], Avière[S 6]
- Bagnerot[S 7], Bani[S 8], Barba[S 9], Belvitte[S 10], Bouchot[S 11]
- Chajoux[S 12], Cleurie[S 13], Colline des Eaux[S 14], Colon[S 15], Combeauté[S 16], Côney[S 17], Corbeline[S 18]
- Durbion[S 19]
- Euron[S 20]
- Fave[S 21], Flambart[S 22], Frezelle[S 23]
- Gitte[S 24]
- Hure[S 25]
- Illon[S 26]
- Jamagne[S 27], Jambe de Fer[S 28], Joinrupt[S 29]
- Les Ailes[S 30], Linty[S 31]
- Madon[S 32], Maldite, Gras/Mause[S 33], Meurthe[S 34], Meuse[S 35], Mortagne[S 36], Morte[S 37], Moselle[S 38], Moselotte[S 39], Mouzon[S 40]
- Neuné[S 41], Niche[S 42]
- Ornain[S 43], Ourche[S 44],
- Padozel[S 45], Petit Vair[S 46], Petite Meurthe[S 47], Pheny[S 48], Plaine[S 49]
- Rabodeau[S 50], Robache[S 51], Robert[S 52]
- Saône[S 53], Saônelle[S 54], Semouse[S 55]
- Taintroué[S 56], Thu[S 57], Thuillières[S 58]
- Vair[S 59], Valdange[S 60], Val d'Arol, Vicherey, Vologne[S 61], Vraine[S 62]
- Xoulces[S 63]

## Classement par fleuve et bassin versant
Le département des Vosges est au croisement des bassins versants de la Meuse et du Rhin qui vont vers le nord vers la Mer du Nord, et du Rhône par la Saône qui va vers le sud vers la Mer Méditerranée, ainsi que de la Seine qui va vers l'ouest dans la Manche.
- la Meuse, 950 km dont 486 km en France[S 35]
  - l'Aroffe (rd), 50,2 km[S 4]
    - le Vicherey (rd), 8,5 km[S 64]

  - le Flambart (rd), 18,2 km[S 22]
  - le Mouzon (rd), 63,3 km[S 40]
    - l'Anger (rd), 27,9 km[S 1]
    - le Bani (rd), 11,7 km[S 8]
    - le Thu (rd), 3,5 km[S 57]

  - le Vair (rd), 65,3 km[S 59]
    - le Frezelle (rg), 16,4 km[S 23]
    - le Petit Vair (rd), 15,6 km[S 46]
    - la Vraine (rd), 22,9 km[S 62]

  - la Saônelle (rg), 21,8 km[S 54]

- le Rhin, 1 233 km dont 188 km en France[S 65]
  - la Moselle (rg), 560 km dont 315,2 km en France[S 38]
    - l'Avière (rg), 28 km[S 6]
    - le Durbion (rd), 35,1 km[S 19]
    - l'Euron (rd), 27,9 km[S 20]
    - le Madon (rg), 96,9 km[S 32]
      - le Colon (rd), 20,3 km[S 15]
      - la Gitte (rd), 22,2 km[S 24]
        - le Robert (rd), 12,2 km[S 52]

      - l'Illon (rd), 12,7 km[S 26]

    - la Meurthe (rg), 160,6 km[S 34]
      - la Fave (rd), 22,2 km[S 21]
        - le Ruisseau des Osières (rd), 3,8 km[S 66]
          - le Ruisseau de la Jambe de Fer (rg), 2,4 km[S 28]

        - le Ruisseau la Morte (rg), 14,3 km[S 37]

      - la Hure (rd), 15,1 km[S 25]
      - la Mortagne (rg), 74,6 km[S 36]
        - l'Arentèle (rg), 21,1 km[S 3]
        - le Belvitte (rd), 19 km[S 10]
        - la Colline des Eaux (rd), 10,8 km[S 14]
        - le Linty (rd), 3,2 km[S 31]
        - le Padozel (rg), 12,6 km[S 45]

      - la Petite Meurthe (rg), 15,5 km[S 47]
      - la Plaine (rd), 34,3 km[S 49]
      - le Rabodeau (rd), 25,7 km[S 50]
      - le Robache (rd), 7 km[S 51]
      - la Valdange (rg), 14,8 km[S 60]
      - le Taintroué (rg), 14 km[S 56]

    - la Moselotte (rd), 47,5 km[S 39]
      - le Bouchot (rd), 18,1 km[S 11]
      - le Chajoux (rd), 7,7 km[S 12]
      - la Cleurie (rd), 19 km[S 13]
      - le Xoulces (rg), 9,4 km[S 63]

    - la Niche (rg), 18,6 km[S 42]
    - la Vologne (rd), 49,6 km[S 61]
      - le Barba (rg), 15,7 km[S 9]
      - la Corbeline (rd), 9,4 km[S 18]
      - la Jamagne (rg), 6,9 km[S 27]
        - le ruisseau du Pheny (rd), 3,7 km[S 48]

      - le Joinrupt (rd), 1,7 km[S 29]
      - le Neuné (rd), 24,5 km[S 41]

- le Rhône, 812 km dont 544,9 km en France[S 67]
  - la Saône (rd), 473,3 km [S 53]
    - l'Apance (rd), 34,4 km[S 2]
    - le Côney (rg), 55,2 km[S 17]
      - le Bagnerot (rg), 13,4 km[S 7]

    - la Lanterne (rg), 64,3 km[S 68]
      - la Semouse (rd), 41 km[S 55]
        - l'Augronne (rd), 29 km[S 5]
        - la Combeauté (rg), 37 km[S 16]

    - la Mause (rd), 16,7 km[S 33]
      - les Ailes (rd), 7,2 km[S 30]

    - l'Ourche (rg), 13,3 km[S 44]
    - le ruisseau de Thuillières (rd), 10,8 km[S 58]

- la Seine, 777 km[S 69]
  - la Marne, 514 km[S 70]
    - la Saulx, 115,4 km[S 71]
      - l'Ornain, 116,2 km[S 43]

## Hydrologie oustation hydrologique
la Banque Hydro a référencé les cours d'eau suivants :
- l'Arentèle à 
  - Sainte-Hélène (pont rouge)[BH 1], Saint-Gorgon[BH 2],
- l'Aroffe à Aroffe[BH 3],
- l'Augronne à Plombières-les-Bains[BH 4],
- l'Avière à Frizon[BH 5],
- La Cleurie, à Cleurie[BH 6],
- le Colon à Xaronval[BH 7],
- la Combeauté au Val-d'Ajol[BH 8],

- le Côney à 
  - Xertigny[BH 9], à Fontenoy-le-Château[BH 10],
- le Durbion à Vaxoncourt[BH 11],
- le Gite à Velotte-et-Tatignécourt[BH 12],
- le Madon à 
  - Begnécourt (Heucheloup)[BH 13], Mirecourt (essai)[BH 14], Mirecourt[BH 15], Mirecourt (crues)[BH 16],
- la Meurthe à 
  - Fraize[BH 17], Saint-Dié[BH 18], Raon-l'Étape[BH 19],
- la Meuse à 
  - Neufchâteau[BH 20], Domrémy-la-Pucelle[BH 21],  Maxey-sur-Meuse[BH 22],

- la Mortagne à 
  - Sainte-Hélène[BH 23], Autrey[BH 24], Roville-aux-Chênes[BH 25],
- la Moselle à ** Fresse-sur-Moselle[BH 26], Rupt-sur-Moselle[BH 27], Remiremont[BH 28], Saint-Nabord (Noirgueux)[BH 29], Épinal[BH 30], Châtel-sur-Moselle[BH 31],
- la Moselotte à :
  - Vagney (Zainvillers)[BH 32], Vagney (ancienne)[BH 33],
- le Mouzon à Circourt-sur-Mouzon (Villars)[BH 34],
- le Neuné à Laveline-devant-Bruyères[BH 35],
- la Niche à Arches (Aneumenil)[BH 36],
- le Pheny à Gérardmer[BH 37],
- la Plaine à Raon-l'Étape (La Trouche)[BH 38],
- le Rabodeau à Moyenmoutier[BH 39],
- la Rochotte à Gérardmer[BH 40],
- le ruisseau de Thuillières à Relanges[BH 41],
- le ruisseau de Vicherey à Vicherey[BH 42],
- le ruisseau des Ailes à Bleurville[BH 43],
- le Saint-Oger à Deyvillers[BH 44],
- la Saône à Monthureux-sur-Saône[BH 45],
- le Vair à 
  - Soulosse-sous-Saint-Élophe[BH 46], Belmont-sur-Vair[BH 47],
- la Vologne à 
  - Xonrupt-Longemer (Longemer 1)[BH 48], Xonrupt-Longemer (Longemer 2)[BH 49], Cheniménil (ancienne)[BH 50], Cheniménil[BH 51],
- les Xettes à Gérardmer (Xettes)[BH 52],